# UFC sem Limites
UFC sem Limites foi um programa de televisão brasileiro produzido e exibido pela RedeTV! no período de 13 de junho de 2009 a 31 de dezembro de 2011. Era apresentado aos sábados, às 22h, tendo uma hora de duração. O cenário simulava um octógono, no qual imagens dos lutadores são projetadas, em 3D e em tamanho natural. Além disso, o programa exibia diversos eventos de UFC, como, por exemplo, o UFC 134 conhecido como UFC Rio.

## Início
A RedeTV! deu o primeiro passo para a popularização no Brasil do MMA conhecido erroneamente como vale-tudo, comprando os direitos de imagens de lutas antigas do UFC (Ultimate Fighting Championship). O programa apresentou os melhores combates já realizados no UFC desde a sua criação, há 15 anos.

### Apresentadores
A apresentação foi de Cristina Lyra foi de junho de 2009, quando estreou o programa até julho de 2011. Posteriormente, a apresentação ficou por conta de Paloma Tocci a partir de julho de 2011 a dezembro de 2011.
A narração era feita Marco Túlio Reis, até janeiro de 2010 e, posteriormente, de Eder Reis, com comentários de Fernando Navarro e Eduardo Grimaldi, faixas preta de jiu-jitsu, até meados de 2010. Analisam as características dos atletas, comentam os combates históricos do evento e sobre a responsabilidade de um atleta de lutas marciais.

### UFC Rio
A RedeTV! transmitiu dentro do UFC Sem Limites, o  UFC 134 conhecido popularmente como UFC Rio, que atingiu o primeiro lugar em audiência no dia 27 de agosto de 2011.
Durante a luta entre o japonês Yushin Okami que foi nocauteado por brasileiro Anderson Silva, a RedeTV! alcançou 12,8 pontos no IBOPE superando a TV Globo.
Em 2011, cada ponto de audiência equivalia 58 mil domicílios. O chefe do UFC Dana White, na coletiva de encerramento, chegou a deduzir que o evento foi assistido por 30 milhões de lares.
Ao decorrer do evento, durante a vitória de Maurício Shogun a emissora continuou na vice-liderança, atingindo 10,2 pontos, ultrapassando o reality show A Fazenda 4 exibido pela Record.. 
A RedeTV! transmitiu as lutas do card principal dentro UFC Sem Limites, a luta de Minotauro atingiu 9 pontos de audiência na Grande São Paulo.
O evento foi transmitido pela Rede TV! com exclusividade na TV Aberta, o lutador Vitor Belfort foi o convidado especial da emissora, a transmissão foi realizada em HD e 3D, direto do TV Mobile Studio em frente ao evento, além de 200 profissionais envolvidos. A cobertura deu-se início na quinta-feira com a transmissão ao vivo da coletiva de imprensa ás 13h. Na sexta-feira ás 16h foi transmitido ao vivo a pesagem dos atletas e no sábado, dia do evento, a RedeTV! exibiu flashes durante toda a programação, informando sobre o evento, e as 22h começou o UFC Rio.
A narração foi feita por Eder Reis, comentários de Vitor Belfort, as reportagens foram realizadas por Gabriela Pasqualin, as entrevistas por Fernando Navarro, apresentação de Paloma Tocci, direção de esportes, Sidnei Bortotto e a Superintendência de Jornalismo e Esportes, Américo Martins.

## Fim das transmissões do UFC
Após o sucesso em audiência do UFC Rio, a TV Globo, Rede Bandeirantes e Record entraram em leilão para garantir os direitos de transmissão da próxima luta. Posteriormente, no dia 27 de outubro, o UFC anunciou que a TV Globo adquiriu a transmissão do evento com exclusividade em TV Aberta no Brasil. O primeiro evento transmitido pela Globo foi UFC on Fox: Velasquez vs. Dos Santos.

## Outros eventos de MMA
A partir de 31 de março de 2012, a RedeTV! voltou a exibir um evento de MMA, desta vez com uma categoria brasileira, chamada AFC Amazon Forest Combat realizado na cidade de Manaus. A primeira transmissão do AFC pela RedeTV! foi a segunda edição do evento e a luta foi entre o brasileiro Murilo Bustamante e o norte-americano David Menne que aconteceu na Arena Poliesportiva Amadeu Teixeira na cidade de Manaus. A RedeTV obteve bons índices de audiência. De acordo com dados IBOPE na Grande São Paulo, a exibição empatou com a Record e registrou 3 pontos de média, alcançando 5 pontos de pico. No mesmo horário, pela madrugada a Globo obteve 7 pontos e o SBT conseguiu atingir 4 pontos.  A estreia aconteceu na madrugada de sábado para domingo, no dia 31 de março às 0h30, mesmo horário do UFC Sem Limites.
Em 2014, a emissora comprou o XFC, concorrente do UFC nos Estados Unidos, para transmitir a primeira edição do evento realizado no Brasil. As lutas ocorreram na nstalações da RedeTV! São Paulo. A apresentação foi realizada Lucilene Caetano, comentários de Fernando Navarro e narração foi realiazada por Marcelo do Ó. O programa registrou 2 pontos e share de 7%, chegando a ficar em terceiro lugar por vinte e cinco minutos, superando a Record e Band e ficando na vice-liderança por dois minutos ficando atrás somente da TV Globo. Em 2015, o XFC deixou de ser transmitido na RedeTV! e passou ser exibido pelo Portal Terra e pelo canal Esporte Interativo (atual TNT Sports (Brasil).